# Skylė
Skylė je litevská hudební skupina založená ve Vilniusu v roce 1991 ve zlomovém období litevské historie, kdy docházelo k postupnému rozpadu Sovětského svazu. Ještě v samém prvopočátku zformulované základní principy – alternativní hudební a poetické myšlení podepřené filosofií, mytologií a historií – se prakticky nezměnily do dnešních dnů. Skupina má na svém tvůrčím kontě už 14 alb, kam spadá i hudba k vizuálním projekcím-představením divadla Miraklis.
Styl skupiny lze jen těžko charakterizovat - od samotného vzniku, ještě bez charismatiké zpěvačky Aistė Smilgevičiūtė, tvořila kapela promyšleně svébytný poeticko-hudební elixír, jehož základem byla původně rocková hudba, na niž se postupem času nabaloval neofolk, bard, punk, art rock a jiné prvky. S příchodem hlavní vokalistky Aistė v roce 1997 nabyla v hudební i textové tvorbě skupiny na významu baltská linie. Instrumentální skladbu neustále oživují akustické hudební nástroje - housle, akordeon, flétna, violoncello, kanklės, brumle. Frontman skupiny Rokas Radzevičius rozšířil činnost Skylė o spolupráci na divadelních projektech a rockových operách, přičemž vládne schopností zapálit a získat pro své nápady nejednu talentovanou osobnost litevské kulturní scény.

## Historie
Na podzim roku 1991 vzniklo tvůrčí seskupení Skylė („Škvíra“). Zpočátku šlo o studentskou rockovou kapelu, jež se ve své tvorbě snažila propojit nejrůznější hudební styly – od punk rocku přes folk rock k art rocku. První koncerty probíhaly v rámci studentských festivalů, kde to dost vřelo. Avšak tehdejších pět členů skupiny, hrajících na kytaru, baskytaru, klávesy, housle a bicí, se nechtělo omezovat jen na úzký rockový rámec. Skylė se stala okruhem otevřeně smýšlejících lidí, přičemž začala organizovat výstavy undergroundového umění a nekomerční festivaly (např. v roce 1995 Free Tibet) a takto k sobě přitáhla mnoho různorodých mladých talentovaných lidí.
V letech 1994-1995 vyšla čtyři čísla vydání Hlas ze sklepa (Balsas iš rūsio), jakož i almanach alternativního umění a poezie Trhlina (Plyšys).
V roce 1995 začala Skylė spolupracovat s divadlem Miraklis zaměřeným na loutkové, ohňové a hudební projekce. Lídr skupiny Rokas Radzevičius společně se skupinou složil a nahrál hudbu ke dvěma představením divadla Miraklis. Současně si sedm hráčů Skylė vyzkoušelo své herecké schopnosti v představení 7 pro memoria sv. Štěpána (Šv. Stepono 7 pro memoria), věnovaném historii zničení jedné historické budovy na starém vilniuském městě. Kromě toho si ve stejném roce kapela zahrála v německém uměleckém filmu Kavkazský večer a (rusky!) v něm zazpívala píseň Radost kvetoucích žen (Žydinčių moterų džiaugsmas).
V roce 1996 se ke Skylė připojila Aistė Smilgevičiūtė, velmi talentovaná zpěvačka disponující svébytným silným hlasem, která pak v roce 1999 reprezentovala Litvu na „Eurovizi“ v Jeruzalémě.
V roce 1998 byla Skylė oficiálně vyhlášena centrem tvůrčích iniciativ, jež bylo v roce 2004 přejmenováno na Via Artis. Ještě předtím zorganizovalo toto centrum dva působivé festivaly pod názvem Noc květin (Gėlių naktis) prodchnuté idejí lásky a míru v duchu pacifistických tradic 70. let. V roce 1998 vystoupila Skylė na Světovém festivalu mládeže (World Youth festival) v Lisabonu.
Roku 1999 na přelomu léta a podzimu pobývala Skylė v Německu na mezinárodním tvůrčím táboře, v jehož rámci vznikl muzikál Dialog is a lock. Ještě v témže roce složil Rokas Radzevičius společně se Skylė hudbu k dalšímu muzikálu formace Miraklis, a to Člověk a Jitřenka (Žmogus ir Aušrinė), věnovanému oslavám příchodu Nového roku 2000.
Na začátku roku 2000 nahrála Skylė společně s Aistė Smilgevičiūtė album Babylon (Babilonas), jedno ze svých nejúspěšnějších alb. V létě roku 2000 iniciovala Skylė v Litvě mezinárodní projekt mladých tvůrců Uniformy (Uniformos), během něhož mladí lidé z různých koutů Evropy vytvořili muzikál na téma demokracie, aby v něm pak i účinkovali. V závěru téhož roku se hrál tento muzikál ještě jednou – tentokrát současně ve Vilniusu a Magdeburgu, přičemž byly obě scény propojeny internetovým obrazem.
V létě roku 2001 byla speciálně u příležitosti Svátku moře v Klaipedě představena publiku rocková opera Jurate a Kastytis (Jūratė ir Kastytis), složená lídrem skupiny Rokasem Radzevičiusem, na jejímž nahrávání se podíleli nejen členové skupiny, ale také známí litevští profesionální hudebníci, přičemž hlavní party zazněly v provedení význačných účinkujících, jako jsou Marijonas Mikutavičius, Kostas Smoriginas, Olegas Ditkovskis, Vladas Bagdonas aj. V témže létě proběhl ještě jeden mezinárodní hudební projekt pod názvem Cizí (Svetimi). Na podzim pak byla složena a nahrána hudba k představení Vilniuské legendy (Vilniaus legendos) divadla Miraklis, poslednímu uvedenému v Litvě.
V roce 2002 vyšel zvukový záznam opery Jurate a Kastytis na CD. Dvě písně z tohoto alba se po roce dostaly na sólové album Marijonase Mikutavičiuse, přičemž si získaly srdce mnoha posluchačů a patří na koncertech skupiny k těm nejočekávanějším. Na podzim roku 2002 vzniklo ve spolupráci se zastupiteli města Šiauliai hudební ohňové představení Země slunce (Saulės žemė), na jehož tvorbě se aktivně podíleli šiaulaiští umělci a hudebníci.
V létě roku 2003 se skupina rozloučila s hudebními projekty mladých tvůrců. Závěrečným akordem se stal Tilt, který se dočkal za pomoci tvořivých mladých lidí ze sedmi států deseti vystoupení v Litvě, na Slovensku, v Německu a Belgii. V témže roce na podzim spatřila světlo světa ještě jedna rocková opera z pera Rokase Radzevičiuse – Lovec ryb (Žuviaganys), jejíž premiéra se uskutečnila ve městě Alytus, z něhož pocházela celá řada účinkujících. Od poloviny roku 2003 do podzimu roku 2005 činnost Skylė utichla. Proběhlo pár samostatných akustických koncertů, přičemž se veškerá pozornost koncentrovala na projekty Rokase Radzevičiuse, nezávislé na skupině, jako byla komorní provedení Jurate a Kastytise, což vyvrchlilo v roce 2006 zvěčněním této rockové opery ve filmu vydaném na DVD.
V roce 2005 na podzim se skupina dala opět dohromady, přičemž přichystala nový koncertní program a v nové sestavě začala aktivně koncertovat po klubech, na festivalech, oživila své zapadlé nahrávky.
V roce 2007 na podzim vyšlo album Podvodní kroniky (Povandeninės kronikos), jež si získalo příznivce kvalitní hudby. Kromě zmíněného alba vydaného na CD vyšlo i DVD, na němž je zachyceno živé vystoupení ve studiu Litevského národního rádia a televize (LRT) založené na dějové lince Podvodních kronik. Následovala mnohá ocenění, přičemž hodnocení posluchačů přiměla skupinu k ještě aktivnější koncertní a tvůrčí činnosti oživující litevskou rockovou kulturu a posouvající ji na novou úroveň.
V roce 2008 skupina aktivně koncertovala, přičemž vystoupila na nejvýznamnějších litevských festivalech Be2gether ir Mėnuo Juodaragis (Měsíční černorožec). Svůj koncertní cyklus Podvodní kroniky zakončila společnými vystoupeními se smyčcovým orchestrem ve Vilniusu a Kaunasu.
V roce 2009 uskutečnila Skylė dvě koncertní turné:

Akustické turné zkraje roku ve městech Šiauliai, Klaipėda, Alytus, Panevėžys, Dublin, Kaunas, Marijampolė, Vilnius;

Prezentační turné Trofeje snů (Sapnų trofėjai) ve městech Panevėžys, Kaunas, Klaipėda, Šiauliai, Vilnius, Palanga; 

Celkem uskutečnila 28 koncertů, 5 vystoupení s dalšími účinkujícími v rámci TV koncertů, 3krát hrála v živém televizním a rozhlasovém vysílání; vydala 4 nová hudební díla:
1. DVD záznam Koncertu v kostele sv. Kateřiny (Koncertas Šv. Kotrynos bažnyčioje);
2. Speciální demo nahrávka plánovaného alba Bratři (Broliai);
3. CD Trofeje snů (Sapnų trofėjai);
4. Hudební pohádka pro děti Princezna Kudrnka (Karalaitė Garbanėlė) v podobě ilustrované knihy s přiloženým CD[3]

## Ocenění
- Píseň Tanec vodních řas (Jūržolių šokis) z alba Podvodní kroniky (Povandeninės kronikos) obdržela ocenění Rádiocentra v kategorii Doušek svěžího zvuku (Šviežio garso gurkšnis - 2007)[4].
- Za rok 2007 byly Podvodní kroniky (Povandeninės kronikos) v rámci udílení cen v oblasti litevské alternativní hudby A.LT (něco jako „litevští alternativní andělé“) vyhlášeny albem roku a samotná kapela alternativní rockovou skupinou roku 2007.
- Píseň Zlatý podzim (Auksinis ruduo) z pera Rokase Radzevičiuse, opatřená slovy Aistė Smilgevičiūtė byla v roce 2008 vyhlášena vítěznou písní hudební soutěže LATGA-A Jejími interprety byli A. Smilgevičiūtė ir V. Bagdonas.
- Píseň Bílý bratr (Baltas brolis) z alba Podvodní kroniky (Povandeninės kronikos) byla posluchači Litevského národního rádia (Lietuvos nacionalinis radijas) vyhlášena nejoblíbenější písní roku 2008.[5]
- Píseň Bílý bratr (Baltas brolis) z alba Podvodní kroniky (Povandeninės kronikos) se v hlasování uspořádaném v roce 2009 Litevským národním rádiem (Lietuvos nacionalinis radijas) dostala do TOP dvacítky nejproslulejších litevských písní všech dob.[6]

Slova písně Bílý bratr (Baltas brolis):

Už tři dny noc moje tělo líbá,

jemně mi oči i korunu z kamenů hladí,

už tři dny mi po řasách med stéká,

a lačné nebe mě o ruku prosí.

Rf.

Měsíc – voják v bílém kráčí směle,

jeho oheň mého copu dotýká se.

Nechoď, pobuď ještě, bratře v bílém!

Na dnešní noc ti chystám lože…

Už tři dny moje ústa květy kvetou,

mlha je hořkými polibky zalévá.

Už tři dny mi vlasy užovka splétá,

slzy lásky přitom ve víno zaklíná.

Rf.

Měsíc – voják v bílém kráčí směle,

jeho oheň mého copu dotýká se.

Nechoď, pobuď ještě, bratře v bílém!

Na dnešní noc ti chystám lože…

## Členové
- Aistė Smilgevičiūtė – hlas
- Rokas Radzevičius – akustická kytara, hlas
- Mantvydas Kodis – akordeon
- Kęstutis Drazdauskas – flétna
- Gediminas Žilys - baskytara, kanklės (strunný nástroj citerového typu)
- Salvijus Žeimys - bicí

Dřívější členové skupiny: Viktoras Kubaitis „Kubanas” (první baskytarista Skylė), Darius Stankevičius „Dariow” (první bubeník Skylė), Giedrė Danytė „Danytka” (první houslistka Skylė), Kristina Gudonytė „Zapyčka” (housle), Vytautas Dekšnys (vzletné myšlenky, obrázky, texty), Robertas Žukas (manažer), Eglė Miškinienė (baskytara), Dainius Jucius „Kruopinas” (multiinstrumentalista: violoncello, dudy, bandoneon, perkuse, foukací harmonika, brumle), Arūnas Petronis (kanklės, doprovodný hlas, zvukař a technik skupiny), Skirmantas Kunevičius (bicí), Gediminas Jakutis (kytara), Gediminas Andriškevičius „Gondzikas” (baskytara), Tomas Ramančiūnas (violoncello), Jonas Krivickas „Krienas”.

## Diskografie
Žydinčių moterų džiaugsmas (Radost kvetoucích žen - 1993), audiokazeta
první – velmi úspěšné – album skupiny bylo určeno všem ženám, přičemž sestávalo ponejvíce z balad vyznačujících se jemným folkovým zvukem. Jeho součástí se stalo i několik náročnějších skladeb.
 Periklių giesmės (Písně Periklů - 1994), audiokazeta
jedná se o jakýsi takový sborník balad odrážejících život hrdinů v poezii Skylė. Na tomto albu doplnily poprvé zvuk kapely flétna a violoncello.
 Kubatūrinė radiacija (Kubická radiace - 1994), audiokazeta
toto dílo se dosud vyznačuje těžkým punk-rockovým zvukem. Na koncertech se tento repertoár nejvíce líbí studentům.
 1 + 1 = 1 (1995), audiokazeta
toto lyrické album bylo vřele přijato milovníky zpívané poezie.
 Šv. Stepono 7 (7 pro memoria sv. Štěpána 1996), audiokazeta
hudba k představení divadla Miraklis.
 Saulės kelionė (Cesta slunce - 1996), audiokazeta
jedná se o dílo v délce 70 minut, sestávající z písní nejrůznějších stylů. Tyto písně odrážejí všechna znamení Zvěrokruhu. Texty k této hudební cestě po souhvězdích vyšly z pera známé litevské básnířky Judita Vaičiūnaitė.
 Lukiškių pieva (Lukišská louka - 1996), audiokazeta
Skylė se zde vrátila k tradičním rytmům rocku, reggae a folku, přičemž jí toto album rozšířilo řady fanoušků.
 Geriausios dainos 1991–1997 (Nejlepší písně - 1998), CD
výběr nejlepších písní Skylė.
 Žmogus ir Aušrinė (Člověk a Jitřenka - 1999), audiokazeta a CD
audiokazeta a CD – hudba k dalšímu vystoupení divadla Miraklis. Děj tohoto muzikálu se opírá o jeden z nejzajímavějších litevských mýtů, a to mýtus o Jitřence.
 Babilonas (Babylon - 2000), audiokazeta a CD
převládá zde pro Skylė typická polystylovost, zahrnující v sobě silné lyrické a jemně ironické písně, jež si později získaly oblibu. Na tomto albu si Rokas s Aistė poprvé rozdělili základní vokální part půl na půl.
 Vilniaus Legendos (Vilniuské legendy - 2001), CD
jedná se o hudbu k představení divadla Miraklis, které se uskutečnilo v roce 2001 na Štěpána ve Vilniusu na Katedrálním náměstí.
 Jūratė ir Kastytis (Jurate a Kastytis - 2002), CD/DVD
tato rocková opera jen neimituje lásku z proslulé litevské legendy o vládkyni moří Jurate a smrtelníku Kastytisovi, která končí zánikem Jantarového podmořského paláce, nýbrž ji rozvíjí dál.
 Povandeninės kronikos (Podvodní kroniky - 2007), CD/DVD
nejnovější, neoblíbenější a nejkvalitnější album skupiny.
 Lukiškių pieva (Lukišská louka -1996/2008), CD
toto album bylo nahráno už v roce 1996, přičemž vyšlo na audiokazetě. V roce 2008 bylo převedeno na CD.
 Koncertas Šv. Kotrynos bažnyčioje (Koncert v kostele sv. Kateřiny - 2009), DVD
videozáznam koncertu Skylė doprovázené smyčcovým kvartetem. Tento koncert se uskutečnil 7. dubna 2009 ve vilniuském kostele sv. Kateřiny.
 Dviejų dainų demonstracinis leidinys (Demo nahrávka dvou písní - 2009), CD, single
jedná se o dvě ukázkové písně z plánovaného alba Bratři (Broliai), jež by mělo sestávat z 15 skladeb.
 Sapnų trofėjai (Trofeje snů - 2009), CD
jedná se o album-antologii, obsahující nejcharakterističtější písně skupiny od jejího založení až po dosud nevydané nové písně.